# 卡尔斯鲁厄级小巡洋舰
卡尔斯鲁厄级小巡洋舰（德語：Karlsruhe-Klasse）是德意志帝国海军于第一次世界大战开始前建造的两艘小巡洋舰的船级。该船级由首舰卡尔斯鲁厄号和末舰罗斯托克号所共同组成。它们与前级马格德堡级非常相似，装备有同样的武器和类似的装甲保护，但比早期舰只更大更快。两艘同级舰均于1911年架设龙骨，并分别于1912年11月11日和12日、仅相隔一天下水。卡尔斯鲁厄号于1914年1月加入公海舰队服役，但其姊妹舰罗斯托克号的舾装工期稍长，至一个月后才入役。
两艘同级舰的服役生涯都是短暂的。卡尔斯鲁厄号被委派至加勒比地区执行海外勤务，并于第一次世界大战爆发前几天抵达驻地。战争一开始，它即给客轮威廉皇储号配备了武器，以便袭击英国航运。卡尔斯鲁厄号在破交战中取得了一定的成功，在此期间，它击沉了16艘商船并成功避开英国巡洋舰，然而至1914年11月4日，舰只在一次意外的内部爆炸后沉没。其大部分船员都在沉没中丧生，而幸存者则于12月搭乘卡尔斯鲁厄号征用的其中一艘煤船返回德国。罗斯托克号在投入公海舰队使用后便担任一支鱼雷艇区舰队的向导舰；它曾多次为第一侦察集群的战列巡洋舰提供屏护，包括1915年1月的多格滩海战以及1916年初在英国海岸的作战行动。作为主战列舰队屏护力量的一份子，罗斯托克号于1916年5月31日－6月1日的日德兰海战期间参与了重要行动。在德国舰队穿越英国殿后部队时而爆发的激烈夜战中，罗斯托克号遭到一艘英国驱逐舰射出的鱼雷命中，使之丧失机动性。它只得通过几艘鱼雷艇拖行，但至6月1日早晨被敌对巡洋舰都柏林号所发现。为了防止被英国人俘虏，德国人在卸下其船员后凿沉了罗斯托克号。

## 设计
卡尔斯鲁厄级的设计方案于1910年制定，是对前级马格德堡级的改进。它们的速度更快，拥有更大、更倾斜的船体和更大的排水量，但武器装备和装甲保护则保持不变。卡尔斯鲁厄号是为替代老旧的小巡洋舰海雕号而以“海雕替舰（Ersatz Seeadler）”为代号进行订购，并于1911年在基尔的日耳曼尼亚船厂开始架设龙骨，建造编号为181。它于1912年11月11日下水，至1914年1月15日正式投入公海舰队使用。罗斯托克号是为替代小巡洋舰秃鹫号而以“秃鹫替舰（Ersatz Geier）”为代号订购，并于1910年在基尔的霍瓦兹船厂开建，工程编号为560。它于1912年11月12日、晚于姊妹舰一天下水，之后的舾装工作则一直持续至1914年2月5日，然后加入公海舰队。

### 整体特征及机械装置
卡尔斯鲁厄级舰只的水线长度和全长分别为139（456英尺0英寸）和142.2（466英尺6英寸），有13.7（44英尺11英寸）的舷宽，以及5.38（17英尺8英寸）的前吃水和6.2（20英尺4英寸）的后吃水。它们的设计排水量为4,900公噸（4,800長噸），满载排水量则可达6,191公噸（6,093長噸）。船体采用纵向钢框架构造，设有十五个水密舱室和一个占龙骨长度比重为45%的双层船底。舰只的标准船员编制为18名军官和355名水兵。它们还配备了一些小型舰载艇，其中包括1艘哨艇、1艘驳船、1艘独桅纵帆船、2艘高低桅帆船和2艘小划艇。1915年后，罗斯托克号还在其桅杆上安装有校射台。德国海军将这些舰只视为良好的远洋船具。它们在海浪中稍微受到上风舵的影响并会严重偏航。舰只机动灵活，但入弯迟缓。在满舵的情况下，它们的降速则高达60%。舰只的横向稳心高度为0.79米（2英尺7英寸）。
卡尔斯鲁厄级舰只的推进系统由两台船用蒸汽轮机组成，各负责驱动一副直径为3.50（11英尺6英寸）的三叶螺旋桨。每台涡轮机都有独立的轮机舱；蒸汽由十六台燃煤水管锅炉和两台燃油双头水管锅炉供应，它们被集成至五个锅炉舱内。推进系统的额定功率为26,000匹軸馬力（19,388千瓦特），最高速度为27.8節（51.5每小時），但两艘同级舰在速度试验中都大大超过了这些数值。卡尔斯鲁厄号可以37,885匹軸馬力（28,251千瓦特）达到28.5節（52.8每小時），而罗斯托克号则可以43,628匹軸馬力（32,533千瓦特）达到29.3節（54.3每小時）。舰只所设计的燃煤和燃油贮存量分别为400公噸（390長噸）和70公噸（69長噸），但利用内部空隙可使容量提升至1,300公噸（1,300長噸）和200公噸（200長噸）.电力由两台额定功率分别为240千瓦特（320匹馬力）和200千瓦特（270匹馬力）的涡轮发电机提供，输出电压为220伏特。

### 武器及装甲
卡尔斯鲁厄级舰只的武器布局与前身马格德堡级相同。它们配备有十二门单装105毫米45倍径速射炮。其中两门并排布置在艏艛前方，八门设于舰舯、每边各四门，以及两门并排布置在舰艉。炮管的仰角可提升至30°，使其可以瞄准最高达12,700（13,900碼）开外的目标。它们共提供1800发弹药，其中每炮150发。此外，它们还标配搭载有两具500（19.7英寸）鱼雷管和五枚鱼雷，均浸没舷侧的船体内。全部两艘舰也可携带120枚水雷。
卡尔斯鲁厄级的舰只装甲也与前级相同。它们受到水线装甲带的保护；这条装甲带在舰舯的厚度为60（2.4英寸），至舰艏处弱化为18（0.71英寸）。舰艉则不设装甲。甲板前侧由60毫米厚的装甲覆盖，舯部为40（1.6英寸）厚，艉部厚度则为20（0.79英寸）。40毫米厚的斜面装甲与甲板和水线装甲带相连。司令塔的侧部有100（3.9英寸）厚、顶部为20毫米厚。主炮则配备有厚度为50（2.0英寸）的炮挡。

## 同级舰
| 舰只         | 造船厂             | 命名来源   | 架设日期 | 下水日期       | 入役日期      | 结局                           |
| ------------ | ------------------ | ---------- | -------- | -------------- | ------------- | ------------------------------ |
| 卡尔斯鲁厄号 | 基尔日耳曼尼亚船厂 | 卡尔斯鲁厄 | 1911年   | 1912年11月11日 | 1914年1月15日 | 1914年11月4日沉没              |
| 罗斯托克号   | 基尔霍瓦兹船厂     | 罗斯托克   | 1911年   | 1912年11月12日 | 1914年2月5日  | 1916年6月1日于日德兰海战中自沉 |

## 服役历史

### 卡尔斯鲁厄号

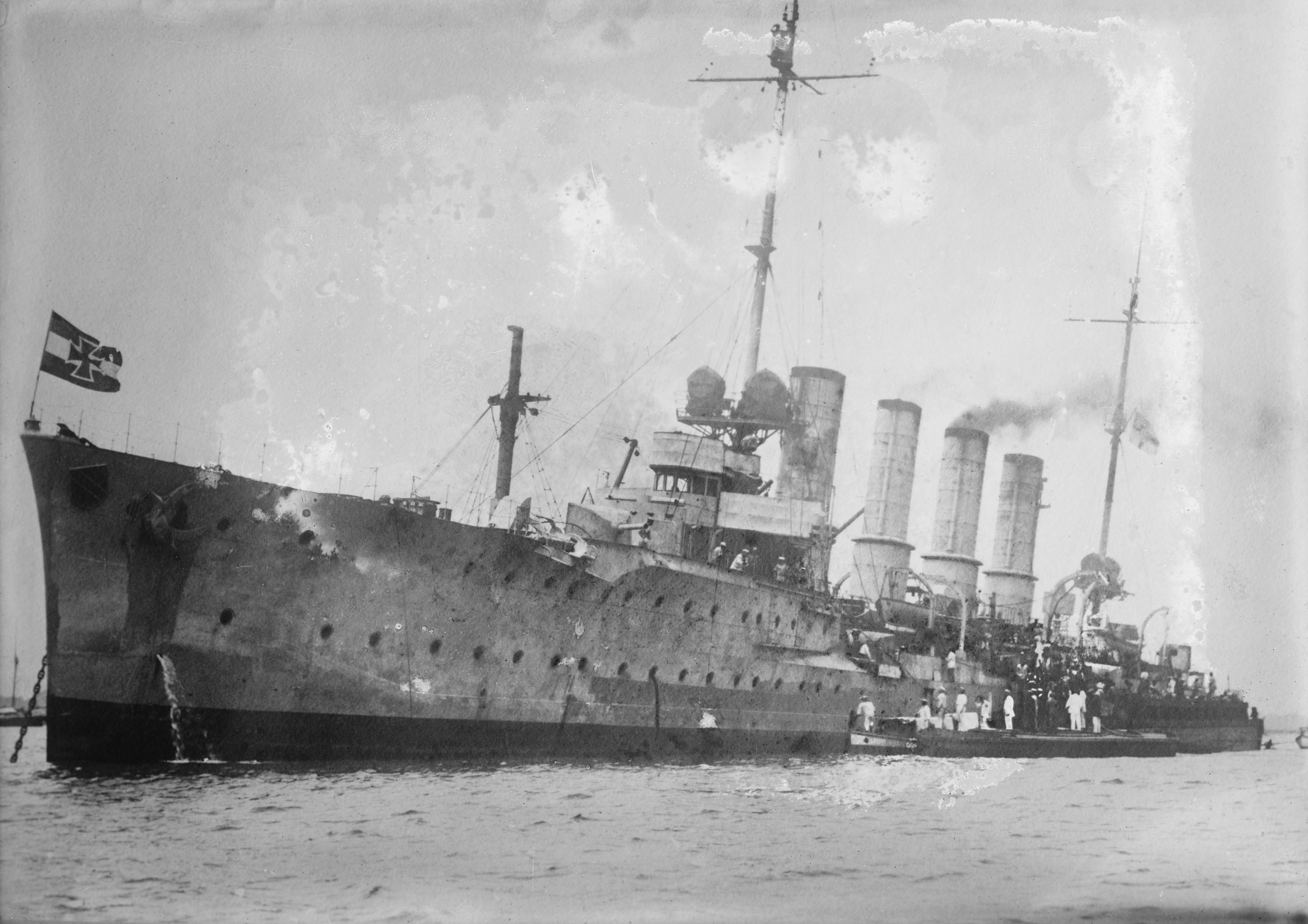
卡尔斯鲁厄号在圣胡安加煤

入役后，卡尔斯鲁厄号被委派至加勒比地区执行海外勤务，以轮换原部署在当地的小巡洋舰德累斯顿号。它于1914年7月，即第一次世界大战爆发前几天抵达驻地。战争一开始，它即为客轮威廉皇储号配备武器，以使其能够用作通商袭击。但当这些舰只在转移设备时，英国巡洋舰找到了它们，并对卡尔斯鲁厄号展开追击。后者凭借卓越的速度得以逃脱，之后转至巴西东北沿岸运行。
卡尔斯鲁厄在波多黎各补充燃料，这是当时保持中立的美国的属地，然后驶向巴西。在巴西海岸附近，它俘虏或击沉了累计容积总吨达72805吨的十六艘船舶，并成功避开英国巡洋舰。舰只随后决定袭击通往巴巴多斯的大洋航线。然而在1914年11月4日的行进途中，一场自发的内部爆炸摧毁了该舰，并导致包括舰长在内的大部分船员丧命。幸存者则于同年12月利用卡尔斯鲁厄号所征用的其中一艘煤船返回德国。

### 罗斯托克号

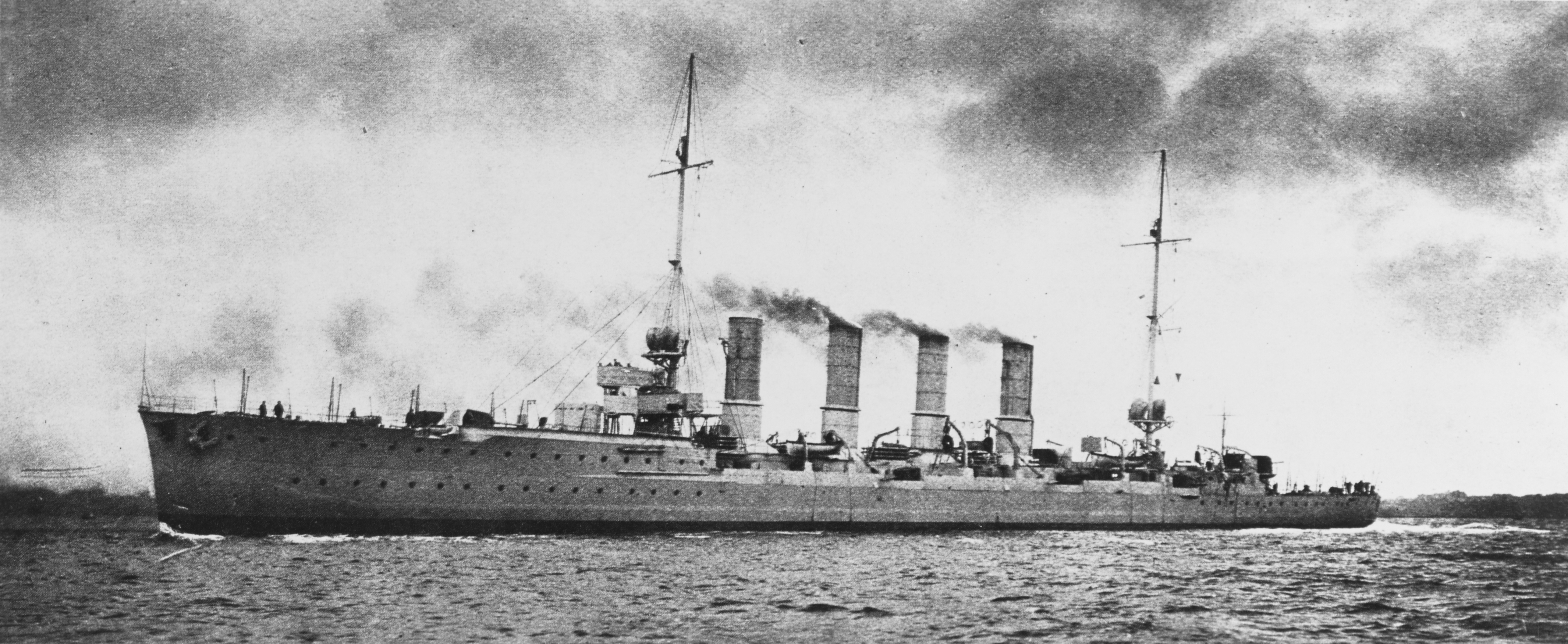
罗斯托克号

罗斯托克号的大部分职业生涯都是在公海舰队内担任鱼雷艇区舰队的向导舰。在针对英国海岸的作战行动和多格滩海战中，它负责为由海军少将弗朗茨·冯·希佩尔率领的第一侦察集群的战列巡洋舰提供屏护。战斗期间，英国的战列巡洋舰伏击了德国分舰队，并击沉了大巡洋舰布吕歇尔号。1916年4月，在炮击雅茅斯及洛斯托夫特的行动中，罗斯托克号再次为战列巡洋舰提供屏护，期间它曾连同其它五艘巡洋舰短暂地与英国哈里奇部队交战。
在1916年5月31日－6月1日爆发的日德兰海战中，罗斯托克又被分配至战列舰队的屏护部队。它在日德兰参与了重大行动，并频繁与英国轻型部队交火，其中包括协助摧毁了驱逐舰涅斯托耳号和游牧民号。罗斯托克号的参战的是以午夜过后不久被驱逐舰用鱼雷击中而告终。它只得通过德国鱼雷艇拖行，但至翌日清晨，敌对巡洋舰都柏林号碰到了正在撤退的舰只。为了防止罗斯托克号被俘，德国人在舰上设置了凿沉药引并撤离船员，然后再向这艘失效的巡洋舰发射鱼雷，以确保其沉没。

## 流行文化

### 電子遊戲
- 2015年—《战舰世界》：作為德國科技樹的四階巡洋艦。